# Missy-lès-Pierrepont

Missy-lès-Pierrepont este o comună în departamentul Aisne din nordul Franței. În 1 ianuarie 2022 avea o populație de 106 de locuitori.